# سوهتال (مقاطعة فارياب)
سوهتال (بالفارسية: سوهتال) هي قرية تقع في البلدة المركزية في إيران. يقدر عدد سكانها بـ 37 نسمة بحسب إحصاء 2016.